# Айрес, Алиса
Алиса Айрес (англ. Alice Ayres; 12 сентября 1859, Айлворт, Мидлсекс — 26 апреля 1885, Саутуарк) — няня, которую почитают за храбрость. Она спасла находящихся под её опекой детей от пожара в доме. Айрес была помощницей и нянькой в семье её сестры Мэри Энн Чендлер и её мужа Генри. Чендлеры владели магазином масел и красок на Юнион-стрит, в Саутуорке, а Айрес жила с семьей над магазином. В 1885 году в магазине вспыхнул пожар, и Айрес спасла трех своих племянниц из горящего здания, после чего выпала из окна и получила смертельную травму.
После промышленной революции в Великобритании произошел период больших социальных перемен, когда средства массовой информации уделяли все больше внимания деятельности более бедных классов. Гибель Айрес вызвала большой общественный интерес. Большое количество людей присутствовало на её похоронах, что способствовало финансированию памятника. Вскоре после смерти Айрес стала образцом для подражания, хотя о её жизни было мало чего известно. Обстоятельства её смерти были искажены, чтобы создать впечатление, что она была готова умереть ради семьи своего работодателя, а не ради детей, с которыми она была тесно связана. В 1902 году её имя было добавлено на Мемориал героическому самопожертвованию, а в 1936 году улица, где произошел пожар, была переименована в её честь.

Гибель Алисы Айрес привлекла особое внимание общественности с выходом в 1997 году пьесы Патрика Марбера «Близость», а в 2004 году — фильма по её мотивам. Важный элемент сюжета разворачивается вокруг главной героини, которая лгала о своей личности, вдохновившись именем Айрес на Мемориале героическому cамопожертвованию.

## Семья Чендлеров
Алиса Айрес родилась в большой семье в 1859 году, седьмой из десяти детей Джона Айреса. В декабре 1877 года её сестра Мэри Энн (старше Алисы на одиннадцать лет) вышла замуж за торговца маслами и красками Генри Чендлера. Чендлер владел магазином на Юнион-стрит, в Саутуорке.
В 1881 году Айрес работала помощницей по дому у Эдварда Воукса, доктора, специализирующегося на заболеваниях уха и горла. К 1885 году она начала работать помощницей по дому и няней в семье Чендлеров. После её смерти местный житель рассказывал прессе про Айрес, что «никакие веселья не могли отвлечь её от обязанностей. Дети должны быть вымыты и уложены в постель, одежда должна быть чистая, комнаты должны быть убраны».

## Пожар на Юнион-стрит
Магазин Чендлеров на Юнион-стрит, находился в угловом помещении трехэтажного здания. Семья жила над магазином, где Генри и Мэри Энн Чендлер спали в одной спальне со своим шестилетним сыном Генри, а Айрес жила в комнате на втором этаже со своими племянницами: пятилетней Эдит, четырёхлетней Эллен и трехлетней Элизабет. Ночью 24 апреля 1885 года в магазине на первом этаже вспыхнул пожар, в результате чего семья оказалась в ловушке наверху. Бочки с маслом хранились на нижних этажах здания, в результате чего пламя быстро распространялось. Магазин находился недалеко от штаб-квартиры лондонской пожарной бригады, но, когда пожарная команда прибыла, из нижних окон полыхал огонь, из-за чего пожарные не могли установить лестницы. Тем временем Айрес пыталась добраться до своей сестры, но не смогла пробраться через дым. Толпа, которая собралась возле здания, кричала Айрес, чтобы она спрыгнула. Вместо этого она вернулась в комнату и выбросила матрас из окна, осторожно опуская на него Эдит. Несмотря на дальнейшие призывы снизу спасти себя, она ушла за второй племянницей. Вскоре Айрес спустила Эллен, и ребёнок был пойман членом толпы. Айрес исчезла в дыму в третий раз и вернулась с тяжело раненной Элизабет, которую также спустила по матрасу.
После того, как Айрес спасла трех девочек, попыталась прыгнуть сама, но из-за дыма безвольно упала из окна, ударившись об табличку магазина. Она упала на тротуар, получив травмы позвоночника. Айрес отвезли в ближайшую больницу. Её поступок вызвал общественный интерес, после чего были выпущены ежечасные бюллетени о её здоровье.
Из-за масел и красок, которые хранились в магазине, огонь вышел из-под контроля. Когда пожарные службы в конечном итоге смогли войти в помещение, остальные члены семьи были найдены мертвыми. В скором времени состояние Алисы Айрес ухудшилось, и она скончалась в больнице 26 апреля 1885 года. Были записаны её последние слова: «Я старалась изо всех сил, но больше не могла пытаться». Элизабет, последняя из спасенных детей, получила сильные ожоги на ногах. Она умерла вскоре после Айрес.

### Похороны
Тело Айрес не доставили в морг Больницы Гая, а положили в отведенной ей комнате. Столичный совет Королевского общества защиты жизни от огня наградил её отца Джона Айреса суммой в 10 гиней (около 1140 фунтов стерлингов на 2020 год) в её честь. На поминальную службу в честь Айрес в церкви Святого Спасителя (ныне Саутваркский собор) пришло так много людей, что многих скорбящих не пустили из-за нехватки стоячих мест. В честь Айрес устроили большие публичные похороны, на которых присутствовало более 10 000 человек. Её гроб был доставлен из дома её родителей на кладбище Айлворт группой из 16 пожарных. На церковной службе присутствовала группа из 20 девочек, одетых в белое, из школы, в которой училась Айрес. Планировалось, что девочки будут петь у могилы, но из-за сильного града этого не случилось.

### Мемориал
Вскоре после пожара было решено установить памятник Айрес, и к августу 1885 года фонд собрал более 100 фунтов стерлингов (около 11 000 фунтов стерлингов на 2020 год). 15 августа 1885 года начались работы над мемориалом. Памятник был установлен около её могилы на кладбище Айлворт, и имел египетский дизайн. Он является самым высоким надгробным памятником на кладбище по сей день (4,3 м). На лицевой стороне обелиска надпись:

«Священная память Алисы Айрес, которая встретила свою смерть в результате пожара, произошедшего на Юнион-стрит, 24 апреля 1885 года. Среди ужасов пожара, с истинным мужеством и здравым смыслом, она героически спасла детей, преданных ей.
Чтобы спасти их, она трижды выдержала пламя; наконец, выпрыгнув из горящего дома, она получила травмы, в результате которых скончалась 26 апреля 1885 года.
Этот мемориал был установлен, чтобы ознаменовать благородный акт бескорыстного мужества.
„Будь верен до смерти, и дам тебе венец жизни“».

## «Светская канонизация»
Британское правительство уделяло мало внимания бедным, но после промышленной революции отношение к достижениям низших классов изменилось. Механизация сельского хозяйства и потребность в рабочей силе на новых городских фабриках нарушили традиционную феодальную экономику и привели к быстрому росту, в то время как повышение уровня грамотности привело к росту интереса к средствам массовой информации и текущим делам среди простых рабочих. В 1856 году была учреждена первая военная честь за отвагу — Крест Виктории. В 1866 году была введена медаль Альберта, первая официальная награда для гражданских лиц всех слоев общества.
Художник и скульптор Джордж Фредерик Уоттс и его вторая жена, дизайнер и художник Мэри Фрейзер Тайлер долгое время были сторонниками идеи искусства как силы социальных перемен, а также принципа, что повествование о великих делах послужит руководством для решения серьёзных социальных проблем британских городов. Уоттс недавно написал серию портретов ведущих деятелей, которые, по его мнению, оказывали положительное социальное влияние, «Зал славы», который был подарен Национальной портретной галерее; с тех пор, как, по крайней мере, в 1866 году он предложил в качестве компаньона памятник «неведомой ценности», прославляющий храбрость простых людей.

5 сентября 1887 года в газете «The Times» было опубликовано письмо Уоттса, в котором предлагалась схема празднования юбилея Королевы Виктории путем сбора и увековечивания «полной истории героизма в повседневной жизни». Смерть Алисы Айрес была приведена в качестве примера события, которое нужно увековечить. Но отчет о действиях Айрес во время пожара на Юнион Стрит в письме был немного искажён.

«Я бы привёл в качестве примера имя Алисы Айрес, горничной, работавшей у торговца масла, которая потеряла жизнь, спасая детей своего хозяина.
Факты, если читатели забыли, были таковы: Разбуженная криками „Огонь“ и жаром яростного приближающегося пламени, девушка видна у окна верхнего этажа, и толпа, держа в руках одежду, чтобы её поймать, умоляет прыгнуть навстречу своей жизни. Вместо этого она возвращается и вновь появляется с матрасом, который с огромным трудом проталкивает через окно. Матрас вытянут, девушка снова у окна, ребёнок на руках, которого она с большой осторожностью и мастерством безопасно бросает на матрас. Дважды с ещё более старшими детьми она повторяет героический подвиг. Когда подходит её очередь прыгать, задохнувшись, она не может спасти себя. Она прыгает, но слишком слабо. Айрес падает на асфальт и попадает в больницу Святого Фомы, где умирает.»
—Джордж Фредерик Уоттс, 5 сентября 1887 года.
Уотс предложил, чтобы мемориал принял форму наподобие Кампо Санто, состоящего из мраморной стены, на которой высечены имена героев. Предложение Уоттса не было принято, что заставило Уоттса прокомментировать: «если бы я предложил трассу вокруг Гайд-парка, было бы много сторонников». Однако его громкая аггитация повысила и без того высокую осведомленность общественности о смерти Алисы Айрес.

## Изображение в литературе и искусстве
Эмилия Эйлмер Блейк написала, возможно, первое стихотворение об Айрес под названием «Алиса Айрес», которое она прочитала на светском собрании в июне 1885 года. Сэр Фрэнсис Гастингс Дойль тоже написал поэму в честь Айрес, как и борющаяся за права женщин Лаура Ормистон Шант. К концу 1880-х годов Айрес стала рассматриваться как образец преданности долгу. Её история была рассказана в сборниках героических и вдохновляющих историй для детей.
В 1890 в 500 метрах от места пожара на Юнион Стрит, была открыта серия расписных панно Уолтера Крейна, который вдохновился предложениями Джорджа Фредерика Уоттса. Панно изображали случаи героизма в повседневной жизни. Сам Уоттс отказался от участия в проекте, поскольку предложенный им памятник должен был стать источником вдохновения и созерцания, а не просто памятным событием. Он считал, что художественное произведение потенциально отвлечет зрителей от самого важного элемента — героических подвигов людей.
На первом панно Крейна был изображен пожар на Юнион-стрит. Там была изображена Айрес в качестве спасенной, а не спасительницы. Айрес в длинном белом платье стоит у окна первого этажа, окруженного пламенем, и держит на руках маленького ребёнка. Пожарный стоит на лестнице и протягивает руку к Айрес и ребёнку. Там же моряк в форме королевского флота держит на руках второго ребёнка. В действительности Айрес находилась на гораздо более высоком уровне здания, огонь не позволял пожарной бригаде подойти к зданию. Изображение Айрес с пожарным и моряком рассматривается как символ героизма и мощи, картина Крейна ещё больше укрепила её растущую репутацию героической фигуры.

## Перемены в отношении к рабочему классу
Возвышение Айрес как национального героя было необычным явлением того времени. Тогда усиливалось политическое давление на социальные реформы. Алиса Айрес, описываемая как женщина, полностью преданная долгу, олицетворяла идеализированный характер того времени. Образ трудолюбивой и преданной женщины, ставящей благосостояние других выше своего собственного, воплощал идеализированное видение рабочего класса. На открытии Мемориала Героическому самопожертвованию лорд-мэр Альфред Ньютон отметил, что он «предназначен для увековечения героических подвигов людей из рабочих классов». Джордж Фредерик Уоттс, хотя и выступал против дискриминации по признаку класса, отметил, что «высшие классы не должны требовать упоминаний».
Точку зрения Уоттса разделяли те, кто стремились предоставить вдохновляющие материалы о британских героях. Авторы, пишущие об Айрес, систематически меняли тот факт, что спасенные дети были членами её семьи. Они писали лишь то, что Айрес спасла детей своего работодателя. Статьи в прессе во время пожара описывали Айрес как «маленькую няньку», «готовую, честную, трудолюбивую слугу», и «бедную маленькую прислугу».

## В популярной культуре
История Алисы Айрес была вновь обнародована благодаря выходу в 1997 году пьесы Патрика Марбера «Близость», а в 2004 году — фильма по её мотивам, удостоенного премии BAFTA 2004 года и «Золотого глобуса». В нём снимались Натали Портман, Джулия Робертс, Джуд Лоу и Клайв Оуэн. Ключевой момент разворачивается рядом с Мемориалом героическому самопожертвованию в Парке Почтальона, в котором выясняется, что главная героиня, которая называет себя Алисой Айрес, на самом деле придумала свою личность, увидев табличку на мемориале. Памятник с упоминанием Алисы Айрес занимает видное место на первых и последних сценах фильма.